# Tom et Jerry au pays des robots
Pour plus de détails, voir Fiche technique et Distribution.
Tom et Jerry au pays des robots (Advance and be Mechanized) est un cartoon de Tom et Jerry réalisé par Ben Washam, produit par la Metro-Goldwyn-Mayer sorti en 1967.

## Musique
- Eugene Poddany